# Рио Гранде (окръг)
Окръг Рио Гранде (на английски: Rio Grande County) е окръг в щата Колорадо, Съединени американски щати. Площта му е 2362 km², а населението - 11 301 души (2017). Административен център е град Дел Норте.

## Градове
- Монте Виста